# Olympique Lyonnais 2010-2011
Questa voce raccoglie le informazioni riguardanti l'Olympique Lyonnais nelle competizioni ufficiali della stagione 2010-2011.

## Stagione
Dopo una stagione avara di soddisfazioni, il Lione desidera fortemente rilanciarsi e punta apertamente al successo in campionato. Tuttavia la situazione finanziaria del club non è del tutto solida e il presidente Aulas avvia una campagna di riduzione del monte stipendi, chiedendo ai calciatori un sacrificio in vista di una maggiore stabilità economica.

## Rosa
| N. |                                 | Ruolo | Calciatore             |
| -- | ------------------------------- | ----- | ---------------------- |
| 1  | Francia (bandiera)              | P     | Hugo Lloris            |
| 2  | Francia (bandiera)              | D     | Lamine Gassama         |
| 3  | Brasile (bandiera)              | D     | Cris                   |
| 4  | Senegal (bandiera)              | D     | Pape Diakhaté          |
| 5  | Croazia (bandiera)              | D     | Dejan Lovren           |
| 6  | Svezia (bandiera)               | C     | Kim Källström          |
| 7  | Francia (bandiera)              | A     | Jimmy Briand           |
| 8  | Bosnia ed Erzegovina (bandiera) | C     | Miralem Pjanić         |
| 9  | Argentina (bandiera)            | A     | Lisandro               |
| 10 | Brasile (bandiera)              | C     | Ederson                |
| 11 | Brasile (bandiera)              | C     | Michel Bastos          |
| 12 | Francia (bandiera)              | D     | Timothée Kolodziejczak |
| 13 | Francia (bandiera)              | D     | Anthony Réveillère     |
| 15 | Francia (bandiera)              | A     | Harry Novillo          |
| 17 | Camerun (bandiera)              | C     | Jean Makoun            |

| N. |                       | Ruolo | Calciatore          |
| -- | --------------------- | ----- | ------------------- |
| 18 | Francia (bandiera)    | A     | Bafétimbi Gomis     |
| 19 | Argentina (bandiera)  | C     | César Delgado       |
| 20 | Francia (bandiera)    | D     | Aly Cissokho        |
| 21 | Francia (bandiera)    | C     | Maxime Gonalons     |
| 22 | Francia (bandiera)    | C     | Clément Grenier     |
| 24 | Francia (bandiera)    | A     | Jérémy Pied         |
| 28 | Francia (bandiera)    | C     | Jérémy Toulalan     |
| 29 | Francia (bandiera)    | C     | Yoann Gourcuff      |
| 30 | Francia (bandiera)    | P     | Rémy Vercoutre      |
| 36 | Francia (bandiera)    | D     | Sébastien Faure     |
| 38 | Francia (bandiera)    | A     | Alexandre Lacazette |
| 39 | Algeria (bandiera)    | A     | Ishak Belfodil      |
| 40 | Portogallo (bandiera) | P     | Anthony Lopes       |
| 45 | Francia (bandiera)    | P     | Mathieu Gorgelin    |

## Calciomercato

### Sessione estiva
| Arrivi | Arrivi              | Arrivi      | Arrivi                      |
| R.     | Nome                | da          | Modalità                    |
| ------ | ------------------- | ----------- | --------------------------- |
| P      | Mathieu Gorgelin    | O. Lione B  | contratto da professionista |
| P      | Anthony Lopes       | O. Lione B  | contratto da professionista |
| D      | Pape Diakhaté       | Dinamo Kiev | prestito                    |
| C      | Jimmy Briand        | Rennes      | definitivo (6 milioni €)    |
| C      | Yoann Gourcuff      | Bordeaux    | definitivo (22 milioni €)   |
| C      | Jérémy Pied         | Metz        | fine prestito               |
| A      | Alexandre Lacazette | O. Lione B  | contratto da professionista |
| A      | Harry Novillo       | O. Lione B  | contratto da professionista |
| A      | Frédéric Piquionne  | Portsmouth  | fine prestito               |

| Partenze | Partenze            | Partenze            | Partenze                   |
| R.       | Nome                | a                   | Modalità                   |
| -------- | ------------------- | ------------------- | -------------------------- |
| D        | Loïc Abenzoar       | Arles               | prestito                   |
| D        | Anderson            |                     | svincolato                 |
| D        | Mathieu Bodmer      | Paris Saint-Germain | definitivo (2,5 milioni €) |
| D        | Jean-Alain Boumsong | Panathīnaïkos       | definitivo (915.000 €)     |
| D        | François Clerc      |                     | svincolato                 |
| D        | John Mensah         | Sunderland          | rinnovo prestito           |
| A        | Sidney Govou        |                     | svincolato                 |
| A        | Frédéric Piquionne  | West Ham Utd        | definitivo (1,2 milioni €) |
| A        | Yannis Tafer        | Tolosa              | prestito                   |

### Sessione invernale
| Partenze | Partenze    | Partenze    | Partenze                   |
| R.       | Nome        | a           | Modalità                   |
| -------- | ----------- | ----------- | -------------------------- |
| C        | Jean Makoun | Aston Villa | definitivo (6,2 milioni €) |

### Operazione esterna alle sessioni
| Partenze | Partenze       | Partenze | Partenze |
| R.       | Nome           | a        | Modalità |
| -------- | -------------- | -------- | -------- |
| D        | Nicolas Seguin | Digione  | prestito |

## Risultati

### Ligue 1

#### Girone di andata
| Lione 7 agosto 2010, ore 21:00 CEST 1ª giornata | O. Lione            | 0 – 0 referto | Monaco | Stade de Gerland (35.275 spett.)\| Arbitro: \| Jaffredo (Bretagna) \| |
| Arbitro:                                        | Jaffredo (Bretagna) |               |        |                                                                       |

| Arbitro: | Thual (Aquitania) |

|                                      |           |               |
| El-Arabi 2’ Yatabaré 16’ N'Diaye 77’ | Marcatori | 6’, 23’ Gomis |

| Arbitro: | Kalt (Alsazia) |

|            |           |  |
| Makoun 19’ | Marcatori |  |

| Arbitro: | Fautrel (Bassa Normandia) |

|                                 |           |  |
| Gameiro 8’ (rig.) Kitambala 66’ | Marcatori |  |

| Arbitro: | Coué (Méditerranée) |

|          |           |  |
| Pied 26’ | Marcatori |  |

| Arbitro: | Jaffredo (Bretagna) |

|                         |           |  |
| Diarra 60’ Jussiê 90+2’ | Marcatori |  |

### Coupe de France
| Arbitro: | Thual (Bretagna) |

|  |           |              |
|  | Marcatori | 74’ Diakhaté |

| Arbitro: | Piccirillo (Île-de-France) |

|                    |           |  |
| François Clerc 98’ | Marcatori |  |

### Coupe de la Ligue
| Arbitro: | Buquet (Piccardia) |

|            |           |                       |
| Briand 38’ | Marcatori | 86’ Bodmer 101’ Giuly |

### Champions League

#### Fase a gironi
| Arbitro: | Bebek |

|            |           |  |
| Bastos 21’ | Marcatori |  |

| Arbitro: | Webb |

|                    |           |                                    |
| Enyeama 79’ (rig.) | Marcatori | 7’ (rig.), 36’ Bastos 90+4’ Pjanić |

| Arbitro: | Mallenco |

|                         |           |  |
| Briand 21’ Lisandro 51’ | Marcatori |  |

| Arbitro: | Thomson |

|                                              |           |                                     |
| Kardec 20’ Coentrão 32’, 67’ Javi García 42’ | Marcatori | 74’ Gourcuff 85’ Gomis 90+5’ Lovren |

| Arbitro: | Rizzoli |

|                               |           |  |
| Farfán 13’ Huntelaar 20’, 89’ | Marcatori |  |

| Arbitro: | Moen |

|                            |           |                      |
| Lisandro 62’ Lacazette 88’ | Marcatori | 63’ Sahar 69’ Zahavi |

#### Fase finale
| Arbitro: | Stark |

|           |           |             |
| Gomis 83’ | Marcatori | 65’ Benzema |

| Arbitro: | Skomina |

|                                      |           |  |
| Marcelo 37’ Benzema 66’ Di María 76’ | Marcatori |  |